# Bezirksamt Donaueschingen

Lage der Bezirksämter in Baden im Jahr 1890

Das Bezirksamt Donaueschingen mit Sitz in Donaueschingen, einer Stadt im heutigen Schwarzwald-Baar-Kreis in Baden-Württemberg, war von 1844 bis 1939 ein badisches Bezirksamt.

## Geschichte
Vorläufer bestanden seit 1807 mit dem Amt Donaueschingen und 1813 mit einem Bezirksamt Donaueschingen, welches nur wenige Jahre Bestand hatte. Erst das 1844 erneut errichtete Bezirksamt Donaueschingen blieb längerfristig erhalten.
Das Bezirksamt Hüfingen wurde 1849 dem erst fünf Jahre zuvor wieder neu eingerichteten Bezirksamt Donaueschingen einverleibt, dessen Verwaltungsgebiet 1924 nochmals umfangreich erweitert wurde.
Im Jahr 1863 wurde das Landeskommissärbezirk Konstanz geschaffen, zu dem auch das Bezirksamt Donaueschingen gehörte.
Im Jahr 1924 wurden dem Bezirksamt Donaueschingen vom aufgelösten Bezirksamt Triberg die Orte Furtwangen, Gütenbach, Neukirch und Rohrbach zugeordnet. 1936 kamen weitere Gemeinden zum Bezirksamt Donaueschingen und gab es auch einige Gemeinden ab. 1939 erhielt das Bezirksamt Donaueschingen die Bezeichnung Landkreis Donaueschingen.

## Amtsvorsteher
Die Leitung der Verwaltung, mit unterschiedlichen Titeln und später Landrat, hatten inne:
- 1844–1849: Karl Josef Leo
- 1849–1852: Johann Speer
- 1852–1854: August Wänker
- 1854–1854: Felix Behagel, Amtsverweser
- 1855–1861: Johann Nepomuk Wetzel
- 1861–1866: Carl Haas
- 1866–1870: Carl Lang
- 1871–1877: Alexander Wallau
- 1877–1881: Richard Bensinger
- 1881–1887: Karl Heil
- 1887–1887: Julius Becker
- 1887–1888: Franz Weber
- 1888–1891: Albert Muth
- 1891–1896: Karl Krems
- 1896–1899: Moritz Seubert
- 1899–1900: Eduard Seldner
- 1901–1904: Otto Flad
- 1904–1913: Lukas Strauss
- 1914–1920: Alexander Schaible (ab 1914 von Georg Herrmann und ab 1918 von Theodor Leutwein vertreten)
- 1920–1922: Otto Weitzel
- 1922–1928: Gustav Wöhrle
- 1928–1933: Friedrich Pfaff
- 1933–1934: Johannes Duntze
- 1934–1937: Felix Becker
- ab 1937: Rudolf Binz

## Übergeordnete Behörden

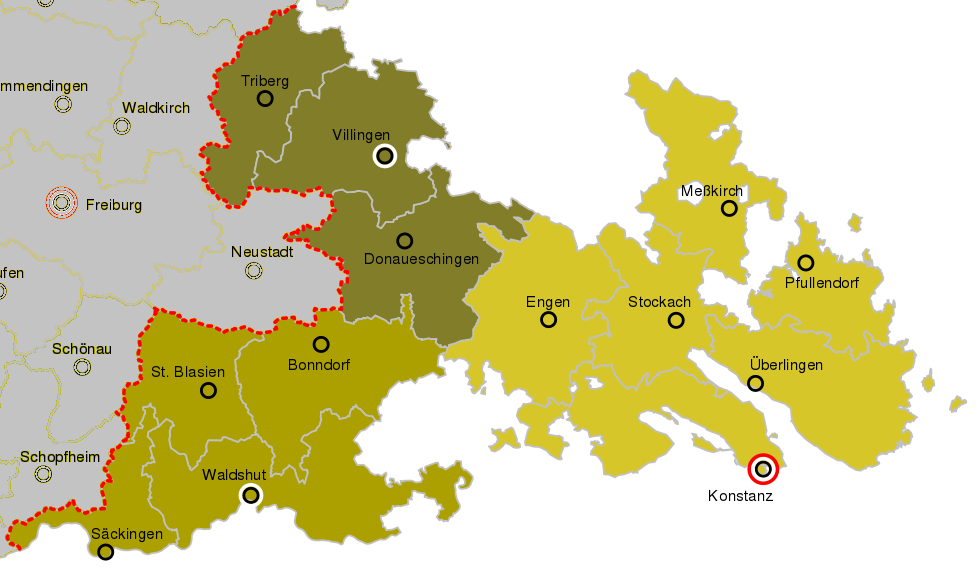
Der Landeskommissärbezirk Konstanz von 1864–1939 mit den Kreisen Konstanz, Villingen und Waldshut sowie nachgeordneten Bezirksämtern

Im Rahmen der Verwaltungsgliederung des Landes übergeordnete Behörden waren
- bis 1864 der Seekreis
- ab 1864 der Landeskommissärbezirk Konstanz, zugleich wurden seine Gemeinden dem Kreisverband Villingen zugeordnet.